# Samsung Galaxy Tab S7
Samsung Galaxy Tab S7, Galaxy Tab S7+ и Galaxy Tab S7 FE (Galaxy Tab S7 Fan Edition) — планшеты, разработанные Samsung Electronics. Tab S7 и Tab S7+ были анонсированы 5 августа 2020 года во время мероприятия Unpacked тогда, как Tab S7 Fan Edition — 25 мая 2021 года.

## Дизайн
Tab 7 сохранил дизайн, аналогичный своему предшественнику. Однако размеры экрана были увеличены до 11 и 12,4-дюймов. Планшеты представлены в четырёх новых цветах: мистические чёрный, серебряный, бронзовый и военно-морской.

## Спецификации

### Дисплей
Galaxy Tab S7 оснащён 11-дюймовым 2560x1600 ЖК-дисплеем, а Tab S7 + — 12,4-дюймовым 2800x1752 OLED. Оба устройства имеют 120 Гц.

### Чип
Оба планшета оснащены чипом Qualcomm Snapdragon 865+. SoC основан на технологическом узле 7 нм +. Планшеты также оснащены графическим процессором Adreno 650.

### Память
Galaxy Tab S7 и Tab S7 + доступны в вариантах 128, 256 и 512 ГБ, хотя в некоторых регионах есть не все варианты емкости. 1 ТБ расширения можно добавить с помощью карты microSD. Базовый объём ОЗУ составляет 6 ГБ с возможностью увеличения до 8 ГБ.

### Батарея
В Galaxy Tab S7 и Tab S7 Plus используются несъёмные литий-ионные батареи ёмкостью 8 000 мАч и 10 090 мАч соответственно. Он также поддерживает быструю зарядку 45 Вт.

### Сеть
Оба планшета имеют поддержку 5G. Также есть вариант только с Wi-Fi.

### Камеры
Оба планшета оснащены двумя задними камерами. Широкоугольный объектив — 26-миллиметровая 13-мегапиксельная с диафрагмой.

### S-Pen
Одинаковый с Samsung Galaxy Note 20, имеет задержку до 9 мс.

### Операционная система
Galaxy Tab S7 и S7 + поставляются с Android 10 с One UI 2. Он также поддерживает Samsung DeX.